# أندرو فولتون (سياسي)
أندرو فولتون (بالإنجليزية: Andrew Fulton)‏ هو سياسي أمريكي، ولد في 21 ديسمبر 1850، وتوفي في 7 فبراير 1925. انتخب عمدة بيتسبرغ (7 أبريل 1884 – 4 أبريل 1887).